# Детские шалости
«Де́тские ша́лости» — телевизионная игра на телеканале СТС. Ведущие — Глюк’oZa и Григорий Остер.

## Правила игры
Игра состоит из 5 раундов и финального раунда. В игре участвуют 6 игроков. С каждым конкурсом 1 игрок выбывает из игры.

### Конкурс 1
На экране появляются дети, объясняющие загаданные слова. Когда дети закончат объяснение, каждый игрок должен первым нажать на кнопку. Если игрок отгадывает слово, он переходит в следующий конкурс, если неверно — не переходит.

#### Дополнительный вопрос
Если после этого конкурса выявляется ничья, задаётся дополнительный вопрос, ответом на который будут цифры. Если ответ игрока будет максимально приближен к ответу детей, то игрок попадает в следующий конкурс.

### Конкурс 2
На экране появляются 2 картинки. Ведущая задаёт вопросы, связанные с ними. Игроки должны выбрать одну картинку, про которую шла речь в рассказе детей. Если игрок ответит верно, получит балл.

### Конкурс 3
Ребёнок рассказывает о чём-то интересном, игрок угадывает, смог ли ребёнок ответить на предложенный Ведущей вопрос или нет. Тот, кто верно ответит, попадает в следующий конкурс.

### Конкурс 4
Этот конкурс аналогичен первому конкурсу. На экране появляются дети, и во время обсуждения (уже необязательно, когда они закончат), игрок должен первым нажать на кнопку. Если игрок отвечает верно, он переходит в следующий конкурс.

### Конкурс 5
Двум игрокам предоставляется возможность увидеть звезду (известную личность). В зал приглашаются дети, и Ведущая объясняет им правила конкурса. Игроки могут спросить у детей, как выглядит личность (во что одет и т. п.), но дети не имеют права называть его. Тот, кто угадает личность, проходит в финальный конкурс.

### Финал
В финальном раунде игрок за 1 минуту объясняет детям, загаданные слова. За каждое отгаданное слово он получает денежный приз: от 1000 до 50000 рублей (с 17 января 2009 — от 1000 до 25000). Только Дмитрий Губерниев удостоился максимального выигрыша.

## Изменения в новом сезоне
- С 7 сентября 2008 года вместе с Глюкозой передачу вел писатель Григорий Остер.[2]
- Перед рекламной паузой появилась новая рубрика — «Философ дня».
- Появились разминочные конкурсы.
- Музыкальный номер знаменитых музыкальных исполнителей в 5 конкурсе.